# Molslinjen
56°9′42.77″N 10°13′3.147″Ø / 56.1618806°N 10.21754083°Ø
Molslinjen (tidligere Mols-Linien) er et dansk rederiselskab, som driver kommerciel færgefart i indre danske farvande.
Færgefarten sker på Kattegat mellem Sjælland og Jylland med Aarhus-Odden ruten og Ebeltoft-Odden ruten, samt i Østersøen mellem Ystad og Rønne, Rønne og Sassnitz, Køge og Rønne under navnet Bornholmslinjen, samt Øresundslinjen (mellem Helsingør og Helsingborg), samt Langelandslinjen (Spodsbjerg-Tårs), samt Alslinjen (Als-Fyn), samt Fanølinjen der sejler mellem Esbjerg i Jylland og Nordby på Fanø. 
Molslinjen overførte 1.256.278 personbiler i 2017, det højeste antal siden rederiets start i 1966. Justeret for busser og lastbiler blev der overført 1.360.991 personbilsenheder i 2017. 2017-omsætningen udgjorde 761,4 mio. kroner, og selskabets driftsresultat blev 192,4 mio. kroner.

## Historie
Rederiet blev stiftet i 1963 som folkeaktieselskab med byrådet i Ebeltoft og de lokale sogne på Sjællands Odde som de bærende kræfter. Sejladsen begyndte den 18. maj 1966 mellem Ebeltoft og Sjællands Odde; i dag besejler rederiet også Sjællands Odde-Aarhus. I 2009 omsatte rederiet for 673,9 mio. kr. netto og beskæftigede ca. 500 ansatte.
I 1964 blev Mols-Linien datterselskab af DFDS, der ejede det til 1984, hvor det solgtes til rederiet J. Lauritzen. I 1988 overtog Difko rederiet, der blev udbudt i anparter, som for en stor del blev købt af de ansatte. Efter etableringen af Storebæltsforbindelsen og behovet for konsolidering omdannedes virksomheden til et aktieselskab i 1994 og blev noteret på Københavns Fondsbørs. I slutningen af 1998 indgik Mols-Linien en "våbenhvile" med konkurrenten Cat-Link, der hidtil havde besejlet Kalundborg-Aarhus med katamaranfærger. Aftalen betød, at Mols-Linien pr. 1.januar 1999 overtog Cat-Links og Scandlines' aktiviteter på Kattegat. Hidtil havde man kun besejlet ruten Sjællands Odde-Ebeltoft.
Kapitalfonden Polaris købte i 2015 knap 30% af aktierne af rederiet Clipper Group og fik tilsagn om køb af yderligere omkring 46% fra Nykredit Bank (tdl. Forstædernes Bank), Finansiel Stabilitet A/S og FS Finans III (tdl. Amagerbanken). Samtidigt fremsattes et offentligt købstilbud til de andre aktionærer. Målet for Polaris var at blive eneejer af Mols-Linien for en samlet pris i omegnen af 500 mio. kroner. I efteråret 2015 overtog kapitalfonden Polaris Mols-Linien. Med en ejerandel på ca. 80% efter opkøbene lod Polaris rederiselskabet afnotere på Københavns Fondsbørsen i 2016 trods mindretalsaktionærernes protest. Sammen med Lind Invest sad Polaris på lige over 90% af aktierne, og de kunne ved at fusionere tvangsindløse de tilbageværende aktionærer. Mols-Linien skiftede efterfølgende navn til Molslinjen. Selskabet havde tillige vundet et udbud på færgefart til Bornholm fra september 2018 mellem Køge og Rønne, og den aktivitet blev navngivet Bornholmslinjen
Kattegat-overfarten brugte i mange år sangen "Kombardo" til at annoncere afgang og ankomst. I 2025 blev den afløst af en ny sang skrevet af Jacob Groth.
I juli 2017 startede bus-selskabet Kombardo Expressen som et samarbejde mellem Molslinjen og Herning Turist.
I juni 2018 købte Molslinjen A/S både Clipper Groups og statens andel af selskabet Danske Færger A/S, der driver færgeruterne Fanø-Esbjerg, Ballen-Kalundborg, Spodsbjerg-Tårs, Bøjden-Fynshav, Rønne-Ystad og Rønne-Sassnitz, samt Rønne-Køge (indtil september, 2018).
I januar 2023 købte Molslinjen ForSea (anslået værdi 4 mia kr) der sejler på ruten Helsingør – Helsingborg med 2 elfærger og 2 dieselfærger. Linjen skifter navn til Öresundslinjen, og her gælder kun Öresundslinjens billetter og kort, og ikke som tidligere  DSB og Skånetrafikens billetter.

### Tiden før de private færgeruter på Kattegat
Der har i mange år været faste færgeruter mellem Jylland og Sjælland. I 1874 oprettede DFDS en rute mellem Aarhus og Kalundborg med passagerdampskibe, som man overdrog til DSB den 1.september 1914. DSB valgte at besejle ruten mellem Kalundborg og Aarhus med anløb af Samsø; denne linjeføring eksisterede frem til oprettelsen af Hurtigruten.

### De private bilfærgers indtog på Kattegat
Privatbilismen fik i 1930'erne deres egen private færgefart på Kattegat, da en gruppe arbejdsløse busvognmænd med Jens Peder Pedersen i spidsen satte sig for at starte en privat bilfærgerute, da de havde mistede deres rutebilforbindelser til DSB. Det nye bilfærgerederi Grenaa-Hundested Færgefart blev indviet den 14.juli 1934 med nybygningen "Djursland".
Færgerederiet var igennem mange år det eneste private færgerederi mellem landsdelene, og først da de sidste restriktioner fra 2.verdenskrig var ophævet, kom der for alvor gang i trafikken mellem landsdelene.
DSB etablerede Hurtigruten i oktober 1960 mellem Aarhus og Kalundborg med "Prinsesse Anne-Marie". Denne færge fik endnu et søsterskib "Prinsesse Elisabeth", der blev indsat på ruten i 1964.
Både Grenaa-Hundested Færgefart og DSB fik yderligere konkurrence i maj 1962 af Juelsminde-Kalundborg Linien, der indsatte de nybyggede færger "Julle" og "Kalle". JKL var ejet af Det Dansk-Franske Dampskibsselskab, og allerede fire år senere i 1966 begyndte Mols-Linien at sejle mellem Ebeltoft og Sjællands Odde med nybygningerne "Mette Mols" og "Maren Mols".
Med oliekriserne i midten og slutningen af 1970'erne var der dog ikke trafik nok til alle færgeruterne på Kattegat. Grenaa-Hundested Linien og Juelsminde-Kalundborg Linien, der i 1970 havde samlet sig i selskabet Jydsk Færgefart, begyndte i 1979 at samarbejde med Mols-Linien. Det indebar, at der kun skulle sejle ét skib mellem Grenaa og Hundested. Fra 1983 var der ikke længere adgang for passagerer mellem Juelsminde og Kalundborg, og i 1996 stoppede ruten mellem Grenaa og Hundested som følge af en konkurs i Driftselskabet Grenaa-Hundested, der var drevet af blandt andet af Grenaa og Hundested kommuner. Den rute var blevet afhændet af DIFKO i foråret 1994.
Bl.a. sejlede kombifærgerne "Mette Mols" og "Maren Mols" på ruten Aarhus-Kalundborg. Denne rute blev dog stoppet i 2011, hvor "Maren Mols" sejlede sidste tur mellem Kalundborg og Aarhus den 14. september 2011.

## Bornholmslinjen
Molslinjen overtog 1. september 2018 færgetrafikken fra Ystad og Køge til Rønne på Bornholm under rutenavnet Bornholmslinjen. Det var første gang i 150 år at andre end BornholmerFærgen (Danske Færger A/S) skulle stå for færgebetjeningen af Bornholm.
Efter to politiske aftaler af 11. december 2014 og 26. maj 2015 blev en kontrakt sendt i offentligt udbud. Molslinjen vandt udbuddet med en lovet billetprisreduktion på 51,15% og kunne 21. juni 2016 underskrive en tiårig kontrakt med Transportministeriet gældende fra 1. september 2018. Ministeriet har mulighed for at forlænge kontrakten i op til to år og betaler Molslinjen ca. 306 mio. kr. årligt for besejlingen af ruten Rønne–Ystad med hurtigfærger og Rønne–Køge med et RoRo-skib. Danske Færger klagede til Klagenævnet for Udbud over kontraktens indgåelse, da det bornholmske rederi mente, at “Transportministeriet ikke var berettiget til at tildele kontrakten om færgebetjening af Bornholm til Molslinjen.” På et møde 23. juni 2017 afgjorde nævnets to formænd og to sagkyndige, at Danske Færgers klage ikke tages til følge.
Efter en indre ombygning og ydre “Bornholmslinjen” bemaling af rederiets to ældste katamaranfærger, Express 1 og Max Mols, blev de flyttet fra Kattegat-ruterne til Rønne, så de nu betjener ruten til Ystad. I kontrakten er der krav om, at der kan sejles 9.000 passagerer og 2.200 personbiler i hver retning på de travleste rejsedage. Express 1 blev den faste færge på ruten, mens Max Mols kun vil sejle på ruten fra sommersæsonens start i april 2019.
Til ruten mellem Rønne Havn og Køge Havn fik Molslinjen for 68 mio. euro nybygget M/F Hammershus, der havde den forpligtede kapacitet på 1.500 vognbanemeter i døgnet i hver retning. Hammershus skal også sejle hele året på ruten fra Rønne til Sassnitz, men det er ikke en del af kontrakten med Transportministeriet. Som reserve- og suppleringfærge skal M/F Povl Anker fra 1978 benyttes, og den fortsætter dermed i tjeneste fra Bornholm, efter at Molslinjen købte skibet af Danske Færger i 2016 og udchartrede det til 31. august 2018.
Ruten havde i 2022 flere biler, lastbiler og passagerer end før. En ny hurtigfærge Express 5 kom i drift i 2023.

## Skibsflåde

### Nuværende flåde
| Navn                  | Type                | Bygget | Hjemmehavn | I tjeneste | Tonnage | Motor                                                 | Fart            | Kapacitet                        | Rute                                                      |
| --------------------- | ------------------- | ------ | ---------- | ---------- | ------- | ----------------------------------------------------- | --------------- | -------------------------------- | --------------------------------------------------------- |
| Express 4             | Austal109 katamaran | 2018   | Aarhus     | 2019       | 11.345  | 4 diesel, 36 MW                                       | 40 knob 67 km/t | 1156 passagerer 425 personbiler  | Aarhus-Sjællands Odde                                     |
| Express 3             | InCat112 katamaran  | 2017   | Aarhus     | 2017       | 10.842  | 4 diesel, 36 MW                                       | 36 knob 67 km/t | 1000 passagerer 417 personbiler  | Aarhus-Sjællands Odde                                     |
| Express 2             | InCat112 katamaran  | 2013   | Aarhus     | 2013       | 10.503  | 4 diesel, 36 MW                                       | 36 knob 67 km/t | 1000 passagerer 417 personbiler  | Aarhus-Sjællands Odde                                     |
| Express 1             | InCat112 katamaran  | 2009   | Aarhus     | 2012       | 10.503  | 4 diesel                                              | 36 knob 67 km/t | 1200 passagerer 417 personbiler  | Rønne-Ystad                                               |
| HSC Max Mols          | InCat91 katamaran   | 1998   | Aarhus     | 1999       | 5.617   | 4 diesel                                              | 38 knob 70 km/t | 780 passagerer 220 personbiler   | Aarhus-Sjællands Odde Ebeltoft-Sjællands Odde Rønne-Ystad |
| Express 5             | Katamaran           | 2022   | Rønne      | 2023       | 13.488  | 4 diesel+vandjet, 39 MW                               | 37 knob         | 1610 passagerer 451 personbiler  | Rønne-Ystad                                               |
| M/F Hammershus        | RoRo-skib           | 2018   | Rønne      | 2018       | 18.554  | 2 diesel                                              | 20 knob 40 km/t | 720 passagerer                   | Rønne-Køge Rønne-Sassnitz                                 |
| M/F Povl Anker        | Bilfærge            | 1978   | Rønne      | 2018       | 12.358  | 4 diesel                                              | 20 knob 40 km/t | 1500 passagerer 300 personbiler  | Rønne-Køge Rønne-Ystad Rønne-Sassnitz                     |
| Aurora og Tycho Brahe | Bilfærger           | 1991   |            | 1992       | 10.900  | 4 MWh batteri siden 2018                              | 14 knob         | 1250 passagerer, 240 personbiler | Helsingør-Helsingborg                                     |
| M/F Fynshav           | Bilfærge            | 1998   | Fynshav    | 2018       | 3.380   | 2 diesel                                              | 15 knob 28 km/t | 450 passagerer 96 personbiler    | Fynshav-Bøjden                                            |
| M/F Frigg Sydfyen     | Bilfærge            | 1984   | Spodsbjerg | 2018       | 1.676   | 2 diesel                                              | 14 knob 26 km/t | 335 passagerer 50 personbiler    | Fynshav-Bøjden                                            |
| M/F Langeland         | Bilfærge            | 2012   | Spodsbjerg | 2018       | 4.400   | 5 diesel                                              | 16 knob 30 km/t | 600 passagerer 120 personbiler   | Spodsbjerg- Tårs                                          |
| M/F Lolland           | Bilfærge            | 2012   | Tårs       | 2018       | 4.400   | 5 diesel                                              | 16 knob 30 km/t | 600 passagerer 120 personbiler   | Spodsbjerg-Tårs                                           |
| M/F Samsø             | Bilfærge            | 2018   | Ballen     | 2019       | 4.630   | 4 diesel                                              | 16 knob 30 km/t | 600 passagerer 122 personbiler   | Ballen-Kalundborg                                         |
| E/F Nerthus           | Bilfærge            | 2023   |            | 2025       | 5.540   | 2,8 MW elmotor, 3,1 MWh batteri, 2,2 MW diesel-backup |                 | 600 passagerer, 188 personbiler  | Ballen-Kalundborg                                         |
| M/F Fenja             | Bilfærge            | 1998   | Esbjerg    | 2018       | 750     | 2 diesel                                              | 12 knob 22 km/t | 396 passagerer 35 personbiler    | Esbjerg- Nordby                                           |
| M/F Menja             | Bilfærge            | 1998   | Esbjerg    | 2018       | 750     | 2 diesel                                              | 12 knob 22 km/t | 396 passagerer 35 personbiler    | Esbjerg-Nordby                                            |
| E/F Grotte            | Bilfærge            | 2020   | Esbjerg    | 2021       | 93      | Elektriske Hovedmotorer 2 x 375 kW                    | 11,5 knob       | 396 passagerer 35 personbiler    | Esbjerg-Nordby                                            |

### Kommende skibe
I 2025 sejler elfærgen E/F Nerthus på Samsø-Sjælland ruten indtil dens søsterskib E/F Tyrfing kan overtage, hvorefter Nerthus skal sejle mellem Als og Fyn.
Molslinjen bestilte i 2025 to el-katamaranfærger i Australien til drift af Aarhus-Sjællands Odde ruten i 2028. Planen er 500 biler, 45 MWh batteri, og et elforbrug på 25 MWh per tur med op til 40 knob. Dertil skal bygges 55 MW infrastruktur i begge havne.

### Tidligere flåde
Den tidligere flåde af færger hos Mols-Linien har bestået af almindelig konventionelle færger bygget i stål, samt de to aluminiumsbyggede katamaranfærger "Mai Mols" og "Mie Mols". Alle tidligere færger har haft et navn, der er startet med M og sluttet med Mols.
- M/F Mette Mols (1966)
- M/F Maren Mols (1966)
- M/F Mikkel Mols (1969)
- M/F Morten Mols (1969)
- M/F Mette Mols (1975)
- M/F Maren Mols (1975)
- M/F Mads Mols (1972)
- M/F Mie Mols (1971)
- M/F Maren Mols (1996)
- M/F Mette Mols (1996)
- HSC Mai Mols (1996)
- HSC Mie Mols (1996)
- HSC Mads Mols (1998)
- M/B Sønderho (1962)

## Overførselstal
I 2010 overførte Mols-Linien 757.823 personbiler og 251.714 lastbilenheder (125.857 lastbiler, idet én lastbil tælles som to enheder).
I 2013 overførte Mols-Linien 938.465 personbiler og 2.463.081 passagerer på ruterne mellem Ebeltoft-Odden og Aarhus-Odden.
I 2017 overførte Mols-Linien 1.360.991 personbilsenheder på ruterne mellem Ebeltoft-Odden og Aarhus-Odden..